# Green Bay Voyageurs FC
El Green Bay Voyageurs FC es un equipo de fútbol de Estados Unidos que juega en la USL League Two, la cuarta división de fútbol del país.

## Historia
Fue fundado el 27 de octubre de 2018 en la ciudad de Ashwaumenon, Wisconsin por un grupo de pobladores del lado noroeste de Wisconsin y el nombre Voyageurs surgió por medio de una votación.
El club fue uno de los equipos fundadores de la USL League Two en 2019, donde ganaron su primer partido 3-0 ante el WSA Winnipeg el 1 de junio, terminando en cuarto lugar de su división y eliminados del playoff.

## Temporadas
| Año  | División | Liga           | Temporada Regular | Playoffs     | US Open Cup  |
| ---- | -------- | -------------- | ----------------- | ------------ | ------------ |
| 2019 | 4        | USL League Two | 4.º, Heartland    | No clasificó | No participó |